# 雷杜烏托維

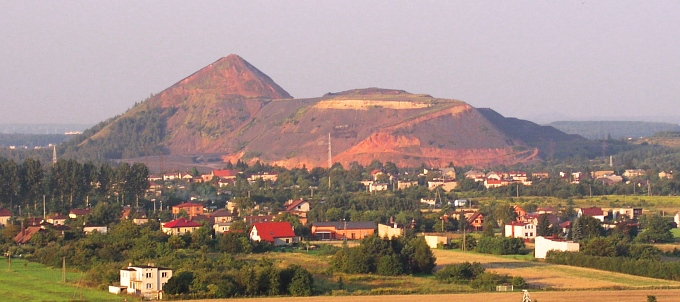

雷杜烏托維是波蘭的城鎮，位於該國南部，由西里西亞省負責管轄，面積15平方公里，最高點海拔高度311米，每年平均降雨量750至800毫米，2006年人口21,950。

## 外部連結
- Jewish Community in Rydułtowy （页面存档备份，存于） on Virtual Shtetl

50°03′N 18°25′E / 50.050°N 18.417°E